# Грига, Игорь Михайлович
Игорь Михайлович Грига (20 марта либо 20 мая 1966 года, Иркутск, СССР) — советский и российский футболист, выступавший на позиции полузащитника.

## Биография
Уроженец Иркутска, начинал свою футбольную карьеру в 1984 году в соседнем городе Ангарск, где выступал за клуб второй лиги СССР «Ангара». В 1986 году перешёл в команду «Звезда» (Иркутск), также выступавшую во второй лиге, и провёл в её составе два года. В 1988 и 1989 годах был игроком смоленского клуба «Искра», но затем вернулся в «Звезду». После распада СССР, продолжил выступать за «Звезду» уже в первой лиги России. В первом дивизионе Грига провёл пять лет и сыграл за команду 184 матча, в которых забил 17 голов. После вылета «Звезды» из первой лиги остался в команде и отыграл за неё ещё один год во втором дивизионе, но после окончания сезона 1997 покинул команду. Продолжил карьеру в клубе «Селенга», в составе которой выступал в течение двух сезонов. Завершил профессиональную карьеру в 1999 году. В 2002 выступал в любительской лиге за иркутский клуб «Энергис».